# Isla Gil (Azerbaiyán)
Isla Gil también Isla Glinyanii, (en azerí: Gil Adasi, antes conocida por su nombre en ruso: Ostrov Glinyanyy) es una isla de Azerbaiyán en el mar Caspio.
Esta isla forma parte del archipiélago de Bakú, que consta de las siguientes islas: Boyuk Zira, Dash Zira, Kichik Zira (Qom o la isla de arena), Zenbil, Sangi Mugan o Svinoy, Chikil, Qara Su, Zira Khara, Gil, Ignat Dash y otras pocas más pequeñas. Está ubicada aguas afuera de la bahía separada del grupo, cerca de la ciudad de Alat.